# On se quitte plus

On se quitte plus est un téléfilm français réalisé par Laurence Katrian en 2012.

## Synopsis
Le flic Toni Manzor doit partir dans le sud de la France pour démanteler un trafic de stupéfiants. Au moment de monter dans l'avion à Paris, il est abordé par François Meynard, son ami d'enfance qui ne rapporte que des ennuis. À son arrivée à Nice, Toni découvre que l'agence de liaison sur le terrain n'est autre que son ex-femme, Manon, qu'il a pas envie de revoir, car il est fâché avec elle. Cependant, Toni tente de mener à bien sa mission.

## Fiche technique
- Titre : On se quitte plus
- Réalisation : Laurence Katrian
- Scénario : Anne Valton et Luc Chaumar
- Image : Pascal Gennesseaux
- Musique : Erwan Kermorvant
- Montage : Stéphane Gaurier
- Production : Hatalom, LGM Productions, TF1
- Genre : Comédie
- Durée : 1h30 minutes
- Date de diffusion : 8 octobre 2012 sur TF1

## Distribution
Sauf indication contraire, les informations mentionnées dans cette section peuvent être confirmées par la base de données cinématographiques IMDb,  présente dans la section « Liens externes ».
- Olivier Marchal : Toni Garreau / Toni Manzor
- Ingrid Chauvin : Manon Bonnel
- Guy Lecluyse : François Meynard
- Pierre Laplace : Gabriel Farge
- Fanny Roger : Adeline Blondin
- Marc Andréoni : Joseph Bastiani
- Patrick Rocca : Angelo Gardel
- Franck Manzoni : Stan
- Marie Vincent : Commissaire Chantal Berthier
- Ariane Brodier : Shirley
- Isalinde Giovangigli : Hôtesse Air Phocéen
- Brice Jalabert : Christophe, frère de Manon
- Caroline Puyet : Femme de chambre
- Éric Tatin : Jardinier Bastiani

## Récompense
- Meilleur téléfilm comédie au Festival de la fiction TV de La Rochelle 2012[1].